# Patinação artística nos Jogos Olímpicos de Inverno de 1968 - Individual masculino
A competição individual masculina da patinação artística nos Jogos Olímpicos de Inverno de 1968 foi disputado entre 28 patinadores.

## Medalhistas
| Ouro   | AUT Wolfgang Schwarz |
| Prata  | USA Tim Wood         |
| Bronze | FRA Patrick Pera     |

## Resultados
| #                 | Nome                 | País                   | PC | PL | Pontos | Pos. |
| ----------------- | -------------------- | ---------------------- | -- | -- | ------ | ---- |
| Medalha de ouro   | Wolfgang Schwarz     | AUT Áustria            | 1  | 2  | 1904.1 | 13   |
| Medalha de prata  | Tim Wood             | USA Estados Unidos     | 2  | 3  | 1891.6 | 17   |
| Medalha de bronze | Patrick Pera         | FRA França             | 3  | 7  | 1864.5 | 31   |
| 4                 | Emmerich Danzer      | AUT Áustria            | 4  | 1  | 1873.0 | 29   |
| 5                 | Gary Visconti        | USA Estados Unidos     | 6  | 5  | 1810.2 | 52   |
| 6                 | John Misha Petkevich | USA Estados Unidos     | 8  | 4  | 1806.2 | 56   |
| 7                 | Jay Humphry          | CAN Canadá             | 9  | 6  | 1795.0 | 63   |
| 8                 | Ondrej Nepela        | TCH Checoslováquia     | 5  | 10 | 1772.8 | 73   |
| 9                 | Sergei Chetverukhin  | URS União Soviética    | 11 | 11 | 1737.0 | 93   |
| 10                | Marian Filc          | TCH Checoslováquia     | 13 | 8  | 1734.2 | 97   |
| 11                | Günter Zöller        | GDR Alemanha Oriental  | 10 | 14 | 1727.9 | 100  |
| 12                | Peter Krick          | FRG Alemanha Ocidental | 7  | 16 | 1723.2 | 104  |
| 13                | Philippe Pelissier   | FRA França             | 14 | 12 | 1706.0 | 114  |
| 14                | Giordano Abbondati   | ITA Itália             | 12 | 18 | 1690.9 | 117  |
| 15                | Michael Williams     | GBR Grã-Bretanha       | 15 | 15 | 1650.9 | 147  |
| 16                | David McGillivray    | CAN Canadá             | 21 | 9  | 1663.7 | 139  |
| 17                | Haig Oundjian        | GBR Grã-Bretanha       | 19 | 13 | 1639.5 | 154  |
| 18                | Sergei Volkov        | URS União Soviética    | 16 | 17 | 1632.0 | 158  |
| 19                | Jenö Ebert           | HUN Hungria            | 17 | 24 | 1595.4 | 180  |
| 20                | Jacques Mrozek       | FRA França             | 18 | 20 | 1601.0 | 179  |
| 21                | Tsuguhiko Kozuka     | JPN Japão              | 24 | 19 | 1584.0 | 189  |
| 22                | Steve Hutchinson     | CAN Canadá             | 22 | 21 | 1578.3 | 193  |
| 23                | Günter Anderl        | AUT Áustria            | 20 | 23 | 1574.7 | 193  |
| 24                | Jürgen Eberwein      | FRG Alemanha Ocidental | 25 | 22 | 1530.3 | 219  |
| 25                | Yutaka Higuchi       | JPN Japão              | 23 | 26 | 1529.6 | 218  |
| 26                | Jan Hoffmann         | GDR Alemanha Oriental  | 26 | 25 | 1437.8 | 238  |
| 27                | Thomas Callerud      | SWE Suécia             | 27 | 27 | 1399.3 | 241  |
| 28                | Kwang-Young Lee      | KOR Coreia do Sul      | 28 | 28 | 1360.3 | 250  |

Legenda
| Recorde mundial      | Recorde mundial (World record)               |                       | Recorde africano                      | Recorde africano (African) |                                           | Q | Classificado por posição (Qualified) |
| Recorde olímpico     | Recorde olímpico (Olympic record)            | Recorde da América    | Recorde da América (Americas)         | q                          | Classificado por melhor tempo (Qualified) |   |                                      |
| Melhor marca do ano  | Melhor marca do ano (World leading)          | Recorde asiático      | Recorde asiático (Asian)              | DNS                        | Não largou (Did not start)                |   |                                      |
| Recorde nacional     | Recorde nacional (National record)           | Recorde europeu       | Recorde europeu (European)            | DNF                        | Não terminou (Did not finish)             |   |                                      |
| Recorde pessoal      | Recorde pessoal do atleta (Personal best)    | Recorde da Oceania    | Recorde da Oceania (Oceania)          | DSQ / DQ                   | Desclassificado (Disqualified)            |   |                                      |
| Recorde da temporada | Recorde da temporada do atleta (Season best) | Recorde sul-americano | Recorde sul-americano (South America) | NM                         | Sem marca (No mark)                       |   |                                      |